# Atlético Morelia
Club Atlético Morelia – meksykański klub piłkarski z siedzibą w mieście Morelia, stolicy stanu Michoacán. Występuje w rozgrywkach Liga de Expansión MX. Domowe mecze rozgrywa na obiekcie Estadio Morelos.

## Osiągnięcia

### Krajowe
- Liga MX

| zwycięstwo (1):     | 2000 (I)                     |
| drugie miejsce (3): | 2002 (A), 2003 (C), 2011 (C) |

- Copa MX

| zwycięstwo (1):     | 2013 (A)       |
| drugie miejsce (2): | 1965, 2017 (C) |

- Supercopa MX

| zwycięstwo (1):     | 2014 |
| drugie miejsce (1): | 2015 |

### Międzynarodowe
- Puchar Mistrzów CONCACAF

| zwycięstwo (0):     | –          |
| drugie miejsce (2): | 2002, 2003 |

- SuperLiga

| zwycięstwo (1):     | 2010 |
| drugie miejsce (0): | –    |

## Historia
Piłkarze klubu awansowali do pierwszej ligi w 1981 roku. W roku 2000 sięgnęli po mistrzostwo Meksyku w turnieju otwarcia (Invierno) po pokonaniu zespołu Deportivo Toluca. Później dwukrotnie z rzędu dotarli do finału, zarówno w turnieju Apertura 2002, jak i Clausura 2003, grając najpierw z Deportivo Toluca, a za drugim razem z CF Monterrey. Porażka w obu meczach oznaczała jedynie dwukrotne wicemistrzostwo kraju. Morelia zajęła pierwsze miejsce w generalnej tabeli podczas turniejów Clausura 2003 i Clausura 2005. Trzecie wicemistrzostwo Morelia wywalczyła wiosną 2011 po porażce w dwumeczu finałowym łącznym wynikiem 2:3 (1:1, 1:2) z Pumas UNAM.
Najlepszym strzelcem w historii zespołu jest Chilijczyk Marco Antonio Figueroa z 130 golami na koncie.

## Aktualny skład
Stan na 15 kwietnia 2025.
| Nr | Poz. | Piłkarz            |
| -- | ---- | ------------------ |
| 1  | BR   | Antonio Torres     |
| 2  | OB   | Daniel Parra       |
| 4  | OB   | Juan García Sancho |
| 6  | NA   | Ángel Tecpanécatl  |
| 7  | NA   | Omar Islas         |
| 8  | PO   | Josué Martínez     |
| 9  | NA   | Christopher Trejo  |
| 10 | NA   | Antonio Figueroa   |
| 11 | NA   | Joao Maleck        |
| 12 | BR   | Santiago Ramírez   |
| 13 | OB   | René López         |
| 14 | PO   | Misael Domínguez   |

| Nr | Poz. | Piłkarz            |
| -- | ---- | ------------------ |
| 18 | PO   | Jaziel Martínez    |
| 19 | OB   | Diego Gallegos     |
| 21 | NA   | Laerte Polydoro    |
| 22 | PO   | Raúl Torres        |
| 24 | OB   | Brayton Vázquez    |
| 27 | PO   | Emilio Sánchez     |
| 29 | PO   | Sebastián Medellín |
| 30 | NA   | Paolo Yrízar       |
| 31 | NA   | Jhan Rengifo       |
| 32 | OB   | Walter Ortega      |
| 33 | OB   | Vinícius Côrtes    |
| 34 | BR   | Leonardo González  |